# Totanés (kommunhuvudort)
Totanés är en kommunhuvudort i Spanien.   Den ligger i provinsen Toledo och regionen Kastilien-La Mancha, i den centrala delen av landet, 90 km sydväst om huvudstaden Madrid. Totanés ligger 726 meter över havet och antalet invånare är 398.
Terrängen runt Totanés är huvudsakligen platt, men norrut är den kuperad.Runt Totanés är det glesbefolkat, med 18 invånare per kvadratkilometer. Närmaste större samhälle är Gálvez, 4,0 km väster om Totanés. Trakten runt Totanés består till största delen av jordbruksmark.